# Mariana Osório de Castro
Mariana Adelaide Osório de Castro Cabral de Alburquerque Moor Quintins (Sai Jorge de Arroios, Lisboa, 15 de junio de 1842 -17 de noviembre de 1917) fue una feminista portuguesa, madre de una figura influyente sufragista Ana de Castro Osório en la primera ola del movimiento feminista en Portugal.

## Biografía
Hija de José Osório Cabral de Alburquerque, gobernador de Macao, y Ana Doroteia Rosa Moor Kintins de nacionalidad neerlandesa. Se casó con Joao Baptista de Castro y fue madre de Ana de Castro Osório, Joao Osório de Castro y Alberto Osório de Castro.
Tras casarse vivió durante 22 años en Magualde donde su esposo era oficial de Registro de la Propiedad. A partir de 1911 se trasladó a Lisboa a un edificio conocido por ser el centro de las actividades políticas y sociales de su hija. Ana de Castro se convirtió en una de las figuras más respetadas e  influyentes de la República portuguesa en la defensa de los derechos de la mujer, unida a la protección de la infancia. Una de sus primeras acciones, en edad juvenil, fue imprimir folletos explicativos sobre la conveniencia de la lactancia materna y distribuirlos entre las obreras de las fábricas de conservas de Setúbal.
Osório de Castro fue militante de la Asociación de Propaganda Feminista desde su fundación y jugó un papel importante en su mantenimiento después de la muerte de Carolina Beatriz Ângelo y cuando Ana de Castro Osório y Elzira Dantas Manchado estaban en Brasil, se convirtió en la segunda presidenta de la fundación elegida entre los miembros fundadores en 1912. 
En 1915 asistió a la Comisión de Mujeres "Pela Pátria" trabajando en ropa de abrigo para los soldados portugueses y en 1916 fue elegida miembro del Consejo de Supervisión. 
Se incorporó además a la Obra Maternal contribuyendo a las suscripciones en particular en beneficio de las activistas Inês da Conceição Conde y Maria Veleda, y se unió a la Cruzada das Mulheres Portuguesas.
Murió el 17 de noviembre de 1917, a los 75 años, y el diario A Semeadora publicó su fotografía, acompañada de datos biográficos y loables referencias a su postura y militancia. La exaltación de su integridad recayó en Maria Benedita Mouzinho de Albuquerque Pinho, quien había pertenecido, con Ana de Castro Osório, al comité directivo de la revista A Mulher ea Criança, en 1909-1910, y al Comité de Mujeres por la Patria. y era una visitante asidua en la casa.